# Il diario di una stella
Il diario di una stella è un film del 1940, diretto da Mattia Pinoli, Domenico Valinotti.

## Produzione
Girato a quattro mani a Torino negli studi della F.E.R.T., da Mattia Pinoli, in collaborazione con Domenico Valinotti, pittore e scenografo, prodotto dalla ELETTRA - COSMOS, il film uscì in poche sale del Piemonte il 2 gennaio 1940, per arrivare a Milano solo nel febbraio del 1945.